# Pro12 2011-12
La temporada 2011-12 de la Pro 12 de rugby fue la decimoprimera edición de la liga profesional de rugby union.
De entre los 12 equipos que participaron esta temporada, 4 de ellos fueron irlandeses: Connacht, Leinster, Munster y Ulster; cuatro galeses: Cardiff Blues, Newport Gwent Dragons, Ospreys y el Scarlets,  dos escoceses: Edinburgh y el Glasgow Warriors y dos italianos: Benetton Treviso y Aironi.

## Clasificación
- 4 puntos por ganar.
- 2 puntos por empatar.
- 1 punto bonus por perder por siete puntos o menos.
- 1 punto bonus por anotar cuatro o más tries en un partido.

| Pos. | Equipo            | PJ | Gan | Emp | Per | PaF | PeC | Dif  | BP | Pts |
| ---- | ----------------- | -- | --- | --- | --- | --- | --- | ---- | -- | --- |
| 1    | Leinster Rugby    | 22 | 18  | 1   | 3   | 568 | 326 | 242  | 7  | 81  |
| 2    | Ospreys Rugby     | 22 | 16  | 1   | 5   | 491 | 337 | 154  | 5  | 71  |
| 3    | Munster Rugby     | 22 | 14  | 1   | 7   | 489 | 367 | 122  | 9  | 67  |
| 4    | Glasgow Warriors  | 22 | 13  | 4   | 5   | 445 | 321 | 124  | 5  | 65  |
| 5    | Llanelli Scarlets | 22 | 12  | 2   | 8   | 446 | 373 | 73   | 10 | 62  |
| 6    | Ulster Rugby      | 22 | 12  | 0   | 10  | 474 | 424 | 50   | 8  | 56  |
| 7    | Cardiff Blues     | 22 | 10  | 0   | 12  | 446 | 460 | -14  | 10 | 50  |
| 8    | Connacht Rugby    | 22 | 7   | 1   | 14  | 321 | 433 | -112 | 7  | 37  |
| 9    | Newport Dragons   | 22 | 7   | 1   | 14  | 370 | 474 | -104 | 6  | 36  |
| 10   | Benetton Treviso  | 22 | 7   | 0   | 15  | 419 | 558 | -139 | 8  | 36  |
| 11   | Edinburgh Rugby   | 22 | 6   | 1   | 15  | 454 | 588 | -134 | 6  | 32  |
| 12   | Aironi Rugby      | 22 | 4   | 0   | 18  | 289 | 551 | -262 | 6  | 22  |

|  | Clasificado a postemporada. |

## Fase final

### Semifinales
| 11 de mayo de 2012 | Ospreys Rugby | 45 - 10 | Munster Rugby | Liberty Stadium, Swansea, |  |

| 12 de mayo de 2012 | Leinster Rugby | 19 – 15 | Glasgow Warriors | RDS Arena, Dublín, |  |

### Final
| 27 de mayo de 2012 | Leinster Rugby | 30 – 31 | Ospreys Rugby | RDS Arena, Dublín,              |  |
|                    |                |         |               | Asistencia: 18.500 espectadores |  |

| Bandera de Gales |
| Campeón Ospreys  |
| Cuarto título    |